# Danuvius guggenmosi
Danuvius guggenmosi är en utdöd primat i familjen hominider som levde för cirka 12 miljoner år sedan. Fossil av arten upptäcktes i regionen Allgäu i förbundslandet Bayern i Tyskland. På grund av kvarlevornas form antas att den hade förmåga att gå på två ben. Angående tanduppsättningen liknar arten mer släktet Dryopithecus och andra människoartade apor från miocen.

## Utseende
På grund av kvarlevornas form antas att arten hade en längd eller höjd (beroende på rörelsesätt) av en meter samt en vikt av upp till 31 kg (hannar) respektive 18 kg (honor).

## Förmågan till bipedalism
Danuvius guggenmosi utgör en modell hur människornas och de andra hominidernas anfader såg ut även om den inte behöver vara själva stamfadern. Arten hade en bred bröstkorg, en långdragen uppsättning av ländkotor och stora höfter samt knä som dagens hominider men även förlängda främre extremiteter som de andra människoartade aporna. Hominiden hade även en motsättlig stortå.
Fyndet visar att bipedalism inte behöver ha uppkommit i Afrika. Även orangutanger går tidvis på två ben över grenar. Dessutom är sättet hur olika människoartade apor klättrar i träd ganska lik människans gång på två ben.

## Etymologi
Släktnamnet Danuvius syftar på floden Donaus naturande med samma namn. Namnet valdes på grund av att Allgäu ligger i Donaus avrinningsområde. Artepitet hedrar den tyska fritidsarkeologen Sigulf Guggenmos som 1972 upptäckte ett ställe med många fossil (tegelbruket Hammerschmiede). Vid fyndplatsen hittades mellan 2015 och 2018 artens kvarlevor.